# ぶどう党
ぶどう党（ぶどうとう）は、日本の女性アイドルグループ。山梨県主導の「やまなし県企業の農園づくり」の一環として活動を行う。ユニバーサルキャスト所属。「ご当地アイドル殿堂入り」。2024年1月21日をもって解散。